# Katholiek Nederland
Katholiek Nederland was tot 2011 de website die - onder auspiciën van de Nederlandse Bisschoppenconferentie - zorg droeg voor de berichtgeving over de Rooms-Katholieke Kerk in Nederland en daarbuiten. De site bood in de eerste plaats nieuws en de mogelijkheden om uitzendingen van het Rooms Katholiek Kerkgenootschap en van het omroeppastoraat na te zien. De site gaf informatie over (besluiten van) de Bisschoppenconferentie, maar daarnaast ook over de Nederlandse bisdommen. In een afzonderlijke sectie over het katholicisme, is een encyclopedie opgenomen over zaken die te maken hebben met het katholieke geloof. Hier ook bestond de mogelijkheid om videoclips te bekijken over het Vaticaan, zowel als de mogelijkheid de getijden mee te bidden met de zusters trappistinnen van Koningsoord, tegenwoordig gevestigd op het landgoedgoed Johannahoeve in Oosterbeek.
De oriëntatie van Katholiek Nederland stond vaak onder stevige kritiek van vertegenwoordigers van de orthodoxie in Nederland. Het weblog Observatrix, geschreven door Erica Schruer, laat bijvoorbeeld niet na om de site te bekritiseren vanwege vermeende heterodoxie.
In 2011 werd de website gesplitst in een eigen website voor de Omroep RKK en een voor de Nederlandse Kerkprovincie. De naam Katholiek Nederland leeft nog voort in twee programma's van de Omroep RKK. Met uitzondering van de informatie van de Katholieke Kerk in Nederland, zijn alle onderdelen van de oude website meegegaan naar de nieuwe site van de omroep.